# لی بریسی
لی بریسی (انگلیسی: Lee Bracey؛ زادهٔ ۱۱ سپتامبر ۱۹۶۸) بازیکن فوتبال اهل بریتانیا است.
از باشگاه‌هایی که در آن بازی کرده‌است می‌توان به باشگاه فوتبال هال سیتی، باشگاه فوتبال سوانزی سیتی، باشگاه فوتبال بری، باشگاه فوتبال چورلی، باشگاه فوتبال اوست تاون، باشگاه فوتبال اشتون یونایتد، باشگاه فوتبال ایپسویچ تاون، و باشگاه فوتبال وستهام یونایتد اشاره کرد.